# Елизабет Юлиана фон Ербах
Елизабет Юлиана фон Ербах (на немски: Elisabeth Juliana von Erbach; * 22 януари 1600, Ербах, Оденвалд; † 29 май 1640 при Заалфелд) е графиня от Ербах и чрез женитби графиня на Льовенщайн-Шарфенек и съпруга на шведския генерал-фелдмаршал Юхан Банер.

## Живот
Дъщеря е на граф Георг III фон Ербах (1548 – 1605) и четвъртата му съпруга Мария фон Барби-Мюлинген (1563 – 1619), вдовица на граф Йосиас I фон Валдек (1563 – 1619), дъщеря на граф Албрехт X фон Барби-Мюлинген (1534 – 1588) и принцеса Мария фон Анхалт-Цербст (1538 – 1563).
Елизабет Юлиана се омъжва на 2 март 1620 г. в Аролзен за граф Георг Лудвиг фон Льовенщайн-Шарфенек (* 29 януари 1587; † 3 януари 1633) от род Вителсбахи, син на Волфганг II фон Льовенщайн-Шарфенек (1555 – 1596) и графиня Катарина Анастасия фон Валдек (1566 – 1635).
След смъртта на съпруга ѝ Георг Лудвиг Елизабет Юлиана се омъжва втори път на 25 юли 1636 г. във Вербесканс за шведския генерал-фелдмаршал Юхан Банер (1596 – 1641). Тя е втората му съпруга. Бракът е бездетен.
Елизабет Юлиана умира на 29 май 1640 г. в лагера при Заалфелд и е погребана във фамилната гробница на фамилията Банер. Юхан Банер се жени на 16 септември 1640 г. за маркграфиня Йохана фон Баден (1623 – 1661), дъщеря на маркграф Фридрих V фон Баден-Дурлах и Барбара фон Вюртемберг.

## Деца
Елизабет Юлиана и Георг Лудвиг имат две деца:
- Мария/Марка Кристина (* 20 ноември 1625, Падуа; † 7 октомври 1672, Стокхолм), омъжена на 1 май 1644 г. в Стокхолм за Габриел Габриелсон Греве Оксенстиерна Васа (1619 – 1673)
- Бернхард Лудвиг (* 22 февруари 1628, Базел; † 4 август 1628, Базел)